# Сирійці в Україні
Сирійці в Україні — сирійці етнічна меншина, яка проживає на території України. 

## Історія
Сирійська спільнота в Україні почала формуватися за радянських часів. Спершу сирійські студенти приїздили вчитися, обираючи переважно медичний фах. За часів незалежності України зав’язалися активні дипломатичні та торгові відносини між Сирією та Україною. Популярними напрямами була торгівля деревиною та фруктами. Кількість сирійських мігрантів поступово збільшувалася з 2012 року, із початком війни в Сирії, яка триває й досі. Чимала частина населення Сирії вимушено залишає свої домівки та виїздить до інших країн світу на тимчасове або постійне проживання. В Україні більшість із них починають нове життя й започатковують власну справу.
За даними Агенства ООН у справах біженців станом на 2018 рік приблизно 600 сирійців попросили притулку в Україні.

## Відомі представники
- Ківан Аднан — український бізнесмен сирійського походження.
- Руслан Аднан — український бізнесмен, голова корпорації KADORR Group, син Ківана Аднана.